# Morez
Morez /mɔˈʀe/ è un comune francese di 5 461 abitanti situato nel dipartimento del Giura nella regione della Borgogna-Franca Contea.
Qua nacque lo scrittore Victor Bérard.

## Società

### Evoluzione demografica
Abitanti censiti

## Infrastrutture e trasporti
Morez è servita dall'omonima stazione posta sulla ferrovia Andelot-en-Montagne-La Cluse; tra il 1921 e il 1958 fu capolinea della linea a scartamento ridotto per Nyon.